# تصميم شمسي سلبي
في تصميم المبنى السلبي للطاقة الشمسية، تصنع النوافذ والجدران، والأرضيات لجمع وتخزين وتوزيع الطاقة الشمسية في شكل حرارة في الشتاء ورفض حرارة الشمس في فصل الصيف. وهذا ما يسمى التصميم الشمسي السلبي أوالتصميم المناخي لأنه على عكس أنظمة التدفئة الشمسية الممكننة، لاتقوم على استخدام الأجهزة الميكانيكية والكهربائية.
المفتاح لتصميم مبنى سلبي للطاقة الشمسية هو الاستفادة القصوى من المناخ المحلي. التي تهتم بعناصر تشمل توضيع النوافذ ونوع الزجاج، والعزل الحراري، والكتلة الحرارية، والتظليل. ويمكن تطبيق تقنيات التصميم السلبي للطاقة الشمسية في معظم المباني الجديدة بكل بسهولة، ولكن يمكن تكييف المباني القائمة أو «تحديثها وتعديلها».
صحيح

## استغلال الطاقة الشمسية

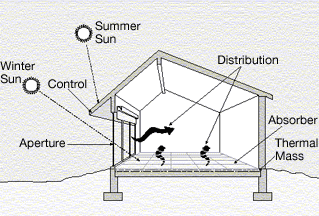
عناصر التصميم الشمسي السلبي ، موضحة في تطبيق الكسب المباشر.

تقوم تقنيات الطاقة الشمسية السلبية على استخدام أشعة الشمس من دون الأنظمة الميكانيكية.هذه التكنولوجيات تحول أشعة الشمس إلى حرارة قابلة للاستخدام (الماء والهواء والكتلة الحرارية)، وتتسبب حركة الهواء للتهوية، أو استخدامها في المستقبل، مع التقليل من استخدام مصادر الطاقة الأخرى. من الأمثلة الشائعة هي امتداد المبنى مقابل الجهة التي تكون أكثر تعرضا لأشعة الشمس. ومن الاستخدامات الأخرى التبريد السلبي وهو استخدام مبادئ التصميم نفسه للحد من متطلبات التبريد في الصيف.
بعض أنظمة التصميم الشمسي السلبي تقوم على استخدام كمية صغيرة من الطاقة التقليدية للسيطرة على المثبِطات، والدرفات المتحركة، والعزل ليلا، وغيرها من الأجهزة التي تعززجمع الطاقة الشمسية، وتخزينها واستخدامها، والحد من انتقال الحرارة غير مرغوب فيه.
وتقنيات الطاقة الشمسية السلبية تشمل الحصول على الطاقة الشمسية المباشرة وغير المباشرة لتدفئة المباني، أنظمة الطاقة الشمسية لتسخين المياه، واستخدام الكتلة الحرارية لإبطاء تقلبات درجة حرارة الهواء الداخلي والمواقد الشمسية والمدخنة الشمسية لتعزيز التهوية الطبيعية.
وعلى نطاق واسع، تشمل تكنولوجيات الطاقة الشمسية السلبية الفرن الشمسي، ولكن هذه عادة ما تتطلب بعض الطاقة الخارجية من أجل المواءمة بين المرايا على التركيز أو الاستقبال، وتاريخيا لم تكن قد ثبت أن تكون عملية أو فعالة من حيث التكلفة للاستخدامها على نطاق واسع. وقد أثبتت احتياجاتها من الطاقة.

## من الجانب العلمي
الأساس العلمي لتصميم المباني السلبي للطاقة الشمسية وضعت من مزيج من علم المناخ، الديناميكا الحرارية (انتقال الحرارة على وجه الخصوص: التوصيل (الحرارة)، الحمل الحراري، والإشعاع الكهرومغناطيسي)، وميكانيكا السوائل / الحمل الطبيعية (الحركة السلبية للهواء والماء من دون استخدام مراوح، والكهرباء أو مضخات)، والراحة الحرارية للإنسان المبنية على أساس مؤشر الحرارة، والتحكم في المحتوى الحراري للمباني التي يسكنها البشر أو الحيوانات، والدفيئات الزراعية لتربية النباتات.
وينقسم الاهتمام إلى: الموقع والمكان وتوجه المبنى للطاقة الشمسية، ومسارحركة الشمس، وعلى المستوى السائد للتشميس (خط العرض، الشمس، السحب، هطول الأمطار، الأرصاد الجوية)، والتصميم وجودة البناء / ومواد البناء والموقع / الحجم / نوع النوافذ والجدران، وإدماج الطاقة الشمسية، تخزين الكتلة الحرارية مع القدرة الحرارية.
بينما يمكن توجيه هذه الاعتبارات تجاه أي بناء، وتحقيق التكلفة الأمثل ولكن تطبيق هذه الحلول يتطلب حذرا كبيرا، والتكامل الكلي بين التطبيقات الهندسية والمبادئ العلمية.بالإضافة إلى أن التحسينات الحديثة من خلال التجسيم باستخدام الحاسوب، وتطبيق عقود من الدروس المستفادة والخبرة في هذا المجال (منذ أزمة الطاقة في السبعينات) من دون الحاجة إلى التضحية بالوظيفة الرئيسية للمبنى أو القيم الجمالية. في الواقع، ان ميزات التصميم السلبي للطاقة الشمسية، مثل الاحتباس الحراري / التوجيه نحو أشعة الشمس يعزز كثيرا من القيمة المعمارية للمبنى ويجعلها فراغات قابلة للعيش فيها، ودخول ضوء النهاراليها، والاطلالات المميزة، وقيمة المنزل، وبتكلفة منخفضة.

## مسار الطاقة الشمسية في التصميم السلبي

الفروق الموسمية في ميل الشمس، كما نراها من مدينة نيويورك الواقعة في منتصف شمال الأرض

القدرة على تحقيق هذه الأهداف في وقت واحد يعتمد في الأساس على التغيرات الموسمية في مسار الشمس على مدار اليوم.
هذا يحدث نتيجة التناوب في ميل محور الأرض، في خطوط العرض الشمالية غير الاستوائية في نصف الكرة أبعد من 23.5 درجة عن خط الاستواء:
- الشمس تصل إلى أعلى نقطة لها نحو الجنوب (في اتجاه خط الاستواء)
- مع اقتراب الانقلاب الشتوي، الزاوية التي تشرق وتغرب منها الشمس تكون أقرب نحو الجنوب وساعات النهار سوف تصبح أقصر
- ويلاحظ العكس في فصل الصيف حيث تشرق وتغيب الشمس من نقاط أقرب إلى الشمال، وساعات النهار سوف تطول.
وقد لوحظ العكس في نصف الكرة الجنوبي، ولكن الشمس تشرق من الشرق وتغرب من الغرب بغض النظر عن أي نصف من الكرة الأرضية أنت فيه.

## سلبية مبادئ الديناميكا الحرارية الشمسية
الراحة الحرارية الشخصية هي نتيجة عدة عوامل مرتبطة بالصحة الشخصية (الطبية والنفسية والاجتماعية والظرفية)، ودرجة حرارة الهواء المحيط، ومتوسط درجة الحرارة المشعة، وحركة الهواء (الرياح، اضطراب التيارات الهوائية) والرطوبة النسبية (التي تؤثر على الإنسان عن طريق التبريد بالتبخر).كما ان انتقال الحرارة في المباني تحدث خلال الحمل الحراري، التوصيل، والإشعاع الحراري، من خلال سقف الطابق، والجدران والنوافذ.

## نقل الحرارة بالحمل
النقل الحراري بالحمل يمكن أن يكون مفيدا أو ضارا. كما أن التهوية الغير مباشرة تسهم في ضياع جزء من الطاقة المستهلكة في التدفئة أو التبريد قد تصل إلى 40%في فصل الشتاء. ومع ذلك يمكن وضع إستراتيجية معينة في وضع النوافذ التي يمكن التحكم بها مكانيكيا أو فتحات يمكن أن تعززالنقل الحراري بالحمل، أوعبر تهوية، والتبريد في الصيف عندما تكون درجة الحرارة في الخارج مساوية لدرجة الحرارة ضمن النطاق المريح والرطوبة النسبية. واستخدام أنظمة التهوية والتي تسهم في الحفاظ على الطاقة قد تكون مفيدة للقضاء على الرطوبة غيرالمرغوب فيها، وغبار الطلع والكائنات الدقيقة في الهواء والتهوية غير المرشحة.
يمكن أن يسبب الحمل الحراري الطبيعي ارتفاع الهواء الدافئ وانخفاض الهواء البارد في الجو تؤدي إلى التقسيم غير المتساوي للحرارة. هذا قد يسبب تغيرات غير مريحة في درجة الحرارة في الفضاءات المكيفة العلوية والسفلية، تكون بمثابة وسيلة للتخلص من الهواء الساخن، أو أن تصمم وفق حلقة تدفق الهواء الطبيعي ضمن الفراغات المعمارية والتوزيع الحرارة الشمسية، وتحقيق تكافؤ في درجة الحرارة. ويمكن تيسيرطرق التبريد الطبيعية للإنسان بواسطة التعرق والتبخرعن طريق الحمل القسري بواسطة حركة الهواء باستعمال المراوح، ولكن مراوح السقف يمكن أن تعكر صفو طبقات الهواء العازلة في الجزء العلوي من الغرفة، وتسريع نقل الحرارة بين طبقات الهواء، وبالإضافة إلى ذلك، يمكن للرطوبة النسبية العالية من أن تمنع التبخرللتبريد من قبل البشر.

## نقل الحرارة بالإشعاع
المصدر الرئيسي لنقل الحرارة هي النفل بالإشعاع، والمصدر الرئيسي لهذه الطاقة هي الشمس. الإشعاع الشمسي يحدث في الغالب من خلال السقف والنوافذ (ولكن أيضا من خلال الجدران). ويتم الإشعاع الحراري من الأسطح الدافئة إلى الأسطح الباردة. وغالبية الطاقة المكتسبة بالإشعاع تأتي من الأسقف. وذلك عن طريق استخدام الأسقف الخضراء بالإضافة إلى نوع خاص من العزل يمكن أن تساعد في منع العلية الخاصة بك من أن تصبح أكثر سخونة بسبب حرارة الهواء في الصيف (انظر البياض، الامتصاصية، الابتعاثية، وانعكاسية).
النوافذ هي المصدر الأساسي لما يعرف بالطاقة المكتسبة عن طريق الإشعاع. الطاقة من الإشعاع يمكن أن تنتقل إلى نافذة في النهار، والخروج من نفس النافذة في الليل. يستخدم أشعة الفوتونات لنقل الموجات الكهرومغناطيسية من خلال الفراغات، ويمكن للشمس اكسابنا الحرارة عن طريق الإشعاع حتى في الأيام الباردة. يمكن الحد من اكتساب الحرارة عن طريق الطاقة الشمسية من خلال النوافذ بواسطة الزجاج المعزول، والتظليل، وتوجيه المبنى. النوافذ هي أكثرصعوبة من ناحية العزل مقارنة مع السقف والجدران. ولذلك يمكن استخدام تظليل النوافذ أوالتظليل الخارجي وهو أكثر فعالية في الحد من اكتساب الحرارة.
يمكن للشمس عندما تكون في جهة الغرب والشرق توفير الدفء والإضاءة، ولكنه يؤدي إلى اكساب المبنى حرارة اضافية في فصل الصيف إذا لم يعالج بالمظلات المناسبة ولكن أيضا بالمقابل نحتاج ضوء النهار في الظهيرة في فصل الشتاء من أجل الدفء والضوء، ولكن يمكن مع استخدام المظلة المعلقة أو اللوفر المناسبة خلال فصل الصيف تجنب الضوء المباشر لضوء الشمس، وترتبط كمية الحرارة الإشعاعية التي تصل إلى الموقع على خط العرض والارتفاع وعلى السحب في السماءوعلى الزاوية الموسمية التي تقيس زاوية ميل الشمس عن الأفق (مسار الشمس وقانون لامبرت).
وهناك مبدأ تصميمي آخر يأخذ بعين الاعتبار عند التصميم وفق معطيات الطاقة الشمسية وهو كمية الطاقة الحرارية التي يمكن تخزينها في بعض مواد البناء والتي ترتبط باكتساب المبنى للحرارة وبالاستقرار الحراري للمبنى في أثناء التعاقب لليل والنهار، ومن خلال فهم مبادئ الديناميكية الحرارية دون اللجوء إلى حدس المصممين بل من خلال استخدام النمذجة الحاسوبية التي تجنبنا تجارب البناء النكلفة.

## الإعتبارات الخاصة بالموقع أثناءالتصميم
- خط الطول والعرض الذي يوجد فيه الموقع، مسار حركة الشمس، ومقدار التشميس (ساعات شروق الشمس).
- التغيرات الموسمية المرتبطة بالطاقة الشمسية والتي تلعب دور رئيسي في مقدار الطاقة المكتسبة والتي تؤثر فيها درجات الحرارة اليومية والإشعاع الشمسي والرطوبة.
- التغيرات في درجة الحرارة في أثناء النهار.
- التفاصيل المناخية الدقيقة المرتبطة بالنسيم، والرطوبة، والغطاء النباتي، وطبوغرافية الموقع.
- العوائق المرتبطة بالموقع والحرارة المكتسبة من الشمس وحركة الرياح.
عناصر التصميم للمباني السكنية وفق الظروف المناخية المحلية حسب:-
. - نوع الغرف والمعدات المستخدمة ونوع الجدران والأبواب الداخلية المستخدمة
- توجيه المبنى نحو خط الاستواء (أو بضع درجات نحو الشرق لالتقاط شمس الصباح
توضيع المبنى على محور شرق –غرب.
- تحجيم النوافذ بشكل كاف لمواجهة الشمس في منتصف النهار في فصل الشتاء، وتكون مظللة في فصل الصيف.
- تقليل النوافذ في الجهات الأخرى وخاصة في الجهة الغربية.
- اختيار الحجم المناسب للنوافذ وفقا لموقع المبنى بالنسبة لخط الطول والعرض وحسب عناصر التظليل سواء (المستعملة أو الموجودة أصلا كالشجيرات والأشجار، التعريشات، والأسوار، وما إلى ذلك).
استخدام العزل المناسب لتقليل الحرارة المكتسبة.
- استخدام الكتلة الحرارية لتخزين الطاقة الشمسية الزائدة خلال النهار في فصل الشتاء وبعد ذلك يشعها في الليل.

## العوامل التي يمكن أن تؤدي إلى التدهور في الأداء الحراري
- الانحراف عن التوجه المثالي شمال / جنوب / شرق / غرب نسبة الارتفاع.
- الإفراط في منطقة الزجاج ('الإفراط في التزجيج ") مما يؤدي إلى ارتفاع درجة الحرارة (مما أدى أيضا إلى الوهج)، وفقدان الحرارة عند انخفاض درجة الهواء المحيط.
- تركيب الزجاج حيث لا يمكن الحصول على الطاقة الشمسية خلال النهار والخسائر الحرارية خلال الليل التي لا يمكن السيطرة عليها.
- عدم وجود تظليل كاف أثناء فترات معينة من السنة وهذا يؤدي إلى الحصول على الطاقة الشمسية عالية (وخاصة على الحائط الغربي).
- تطبيق الغير صحيح من الكتلة الحرارية لتعديل تغيرات درجة الحرارة يوميا.
- آبار السلالم التي تؤدي إلى عدم المساواة في توزيع الهواء الدافئ بين الطوابق العليا والسفلى مع ارتفاع الهواء الدافئ إلى الفراغات العليا.
- ارتفاع مساحة الأسطح الخارجية للمبنى مقارنة بحجم المبنى - زوايا كثيرة جدا.
- عدم كفاية العوازل المانعة لتسرب الهواء مما يؤدي إلى تسرب الهواء إلى الفراغات الداخلية.
- عدم وجود، أو التثبيت الخاطئ للحواجزالمشعة خلال الموسم الحار.
- المواد العازلة التي لا تتناسب مع الوسيلة الرئيسية لنقل الحرارة (غير مرغوب فيه على سبيل المثال نقل الحرارة الحمل الحراري / موصل / مشع).

## كفاءة التصميم وفق معطيات الطاقة الشمسية والبعد الإقتصادي له
التصميم وفق معطيات الطاقة الشمسية ذو كفاءة عالية وهي طاقة رخيصة ويمكن الاستفادة منها بشكل مباشروتحويلها إلى طاقة حرارية مفيدة ويمكن أن تصل نسبة الاستفادة من هذه الطاقة بنسبة تصل إلى %70 ويمكن عن طريق بعض المعالجات والتطبيقات توفير حرارة بطرق مختلفة تخفض من فاتورة استهلاك الطاقة خاصة خلال الشتاء.

## الإعتبارات الست الأساسية للتصميم
- الطاقة الشمسية المكتسبة بشكل مباشر.
- الطاقة الشمسية المكتسبة بشكل غيرمباشر.
- الحرارة المخزنة.
- العزل والزجاج
- التبريد وفق معطيات الطاقة الشمسية.
الطاقة الشمسية المكتسبة بشكل مباشرو محاولات تحقيق مكاسب للتحكم في كمية الإشعاع الشمسي المباشروالوصول إلى مكان للعيش. هذا المكسب المباشر للطاقة الشمسية هو جزء هام من العملية التصميمية للطاقة الشمسية لأنه يضفي إلى مكاسب مباشرة.

## الطاقة الشمسية المكتسبة بطريقة غير مباشرة
المكاسب غير المباشرة التي تتمحورحول الإشعاع الشمسي الواصل إلى المنطقة المجاورة المحيطة بالمنطقة السكنية، والحرارة التي تدخل المبنى من خلال النوافذ ويتم التقاطها وتخزينها في الكتلة الحرارية (مثل خزان المياه، والجدران)والتي تنتقل ببطء بشكل غير مباشر في البناء من خلال التوصيل والحمل الحراريويمكن لهذا النظام أن يعاني من بطئ في الكفاءة نتيجة للفارق الحراري يالإضافة إلى الخسائر الحرارية ليلا بالإضافة إلى تكلفة الزجاج المعزول وتطوير نظم فعالة لإعادة توزيع الحرارة في جميع أنحاء منطقة المعيشة.

## تخزين الحرارة
الشمس لا تشرق في كل وقت، لذلك يجب إيجاد طرق لتخزين الطاقة الشمسية لاستخدام هذه الطاقة في الأوقات التي لا تشرق فيها الشمس.
في البيوت التي تصمم وفق معطيات الطاقة الشمسية، يتم التصميم لتخزين الحرارة ليوم واحد أو بضعة أيام. الأسلوب المعتاد هو كتلة حرارية شيدت من أجل هذا الغرض. وتشمل هذه جدار Trombe، الأرضية الخرسانية المهوية، الجدران التي تحتوي على خزانات مياه، أو بركة سقف.
في المناطق شبه القطبية الشمالية، أو في المناطق التي لديها فترات طويلة دون الحصول على الطاقة الشمسية (أسابيع على سبيل المثال من ضباب التجميد)، بنيت لهذا الغرض الكتلة الحرارية مكلفة للغاية. رائدة دون ستيفنس تقنية تجريبية لاستخدام الأرض كما تكفي الكتلة الحرارية الكبيرة لتخزين حرارة سنوية للمبنى.

## أنظمة الزجاج الخاصة
الزجاج المعزول والذي يغطي النافذة
ومما يعزز بشكل كبير من فعالية نظم الحصول على الطاقة الشمسية مباشرة من قبل (الزجاج المزدوج على سبيل المثال)، أواستخدام الزجاج (LOW-e)، أو النوافذ ذات العزل المتحرك.
عموما، يجب عدم استخدام طلاء الزجاج الذي يحول دون الحصول على الطاقة الشمسية في الواجهات التي تقابل الواجهة الجنوبية.

## اختيار الزجاج
الزجاج الذي يواجه الواجهة الجنوبية
الزجاج الذي يواجه خط الاستواء يختلف عن الأطراف الثلاثة الأخرى من المبنى. يمكن طلاء النافذة بمواد متعددة للحد من الحصول على الطاقة الشمسية. ومع ذلك، فإن الأنظمة المباشرة لكسب الطاقة الشمسية هي أكثر اعتمادا على الزجاج المزدوج أو الثلاثي للحد من فقدان الحرارة.
أنظمة التظليل والعزل في المباني
توجيه النوافذ ياتجاه خط الاستواء يوفر طاقة جيدة في فصل الشتاء والربيع ولكنه غير مناسب في أوقات معينة من السنة كصيف والخريف كما أن النوافذ الواسعة تؤدي إلى فقدان الحرارة بشكل أسرع في الليل أو الشتاء وهذا يزيد من فاورة الطاقة.
على الرغم من أن الشمس هي على نفس العلو 6 اسابيع قبل وبعد الانقلاب، ومتطلبات التدفئة والتبريد، قبل وبعد الانقلاب تختلف اختلافا كبيرا. تخزين الحرارة على سطح الأرض يسبب «الفارق الحراري.» وغطاء السحب المتغير.
ويمكن لآليات التحكم (مثل الستائر اليدوية أو الميكانيكية، والمصاريع، وشاشات خارجية قابلة لللف، أو المظلات قابل للسحب) للتعويض عن الاختلافات الناجمة عن التأخر الحراري أو غطاء من السحب، وتساعد على السيطرة اليومية / ساعة شرط الحصول على الطاقة الشمسية.

## الألوان الخارجية العاكسة أو الماصة
ويمكن اختيار المواد والألوان لتعكس أو تمتص الطاقة الشمسية الحرارية. ويمكن استخدام المعلومات في لون الإشعاع الكهرومغناطيسي لتحديد خصائص الإشعاع الحراري من انعكاس أو امتصاص مساعدة الخيارات.
انظر مختبر لورنس بيركلي الوطني ومختبر أوك ريدج الوطني: «الألوان الباردة».

## اقرأ أيضا
- محطة شمسية حرارية Gemasolar
- مجمع الطاقة الشمسية الحرارية